# Closer Economic Relations
Closer Economic Relationship (CER) este un acord de schimb comercial liber între guvernul Noii Zeelande și cel al Australiei. Acesta a fost cunoscut și ca Australia-New Zealand Closer Economic Relations Trade Agreement (ANZCERTA). Acesta a intrat în vigoare la 1 ianuarie 1983, deși tratatul în sine a fost semnat abia la 23 martie 1983 de către prim-ministrul Australiei și ministrul Comerțului, Lionel Bowen, și Înaltul Comisar al Noii Zeelande în Australia, Laurie Francis, la Canberra. Acordul se aplica numai anumitor produse, fiind excluse, de pildă, cele agricole; prin urmare, nu era un acord comercial integral. CER implică un angajament mai puternic pentru stabilirea unui comerț liber între cele două țări, care, din 1990, cuprinde toate produsele comerciale. Este un angajament pentru integrarea economică în domeniul serviciilor și forței de muncă; nu s-a ajuns încă la o înțelegere similară în privința monedei. Pentru a înțelege mai bine fenomenul regionalismului astăzi, ar fi potrivit să insistăm asupra specificului regiunilor existente în America de Nord și în Asia.